# Biserica Sfinții Apostoli din Köln
Biserica Sfinții Apostoli (în germană Basilika St. Aposteln) este una din cele 12 mari biserici romanice din Köln.